# Zygia basijuga
Zygia basijuga  es una especie de árbol perteneciente a la familia de las leguminosas (Fabaceae). Es originaria de  Sudamérica.

## Distribución
Se encuentra en Venezuela, Perú y Brasil en la Amazonia, distribuyéndose por  Amazonas.

## Taxonomía
Zygia basijuga fue descrita por (Ducke) Barneby & J.W.Grimes y publicado en Memoirs of the New York Botanical Garden 74(2): 68. 1997.
Sinonimia
- Macrosamanea basijuga (Ducke) Dugand	[2]
- Marmaroxylon basijugum (Ducke) L. Rico
- Pithecellobium basijugum Ducke basónimo[1]